# Chuyển tự Latinh tiếng Trung Quốc tại Singapore
Việc Latinh hóa tiếng Trung Quốc ở Singapore không được quy định bởi một chính sách duy nhất, cũng như các chính sách này cũng không được thực hiện một cách nhất quán, vì cộng đồng người Hoa ở Singapore là những người thuộc nhiều dân tộc khác nhau. Mặc dù bính âm Hán ngữ được chọn làm hệ thống Latinh hóa cho tiếng Quan Thoại và chọn làm tiêu chuẩn phiên âm cho chương trình giáo dục tiếng Trung Quốc, nhưng việc thiếu tiêu chuẩn Latinh hóa cho các phương ngữ tiếng Trung khác dẫn đến quá trình này trên toàn Singapore vẫn diễn ra thiếu nhất quán. Dễ dàng thấy được điều này qua các biến thể của cùng một chữ Hán, chẳng hạn họ Low, Loh, Lo; Tay, Teh; Teo, Teoh; Yong, Yeong.
Chỉ riêng họ Trịnh (phồn thể: 鄭; giản thể: 郑) đã có những biến thể về Latinh hóa như Teh, Tay, Tee, Chang, Chung, Cheng, và Zeng. Biến thể Tay và Tee xuất hiện ở Singapore; trong khi Teh và Tee có xuất phát từ Malaysia; Chang, Chung và Cheng từ Hồng Kông; và Zeng hay Zheng thường từ Trung Quốc đại lục.

## Tên địa điểm
Từ khi Singapore hiện đại được hình thành vào năm 1819 và đón nhận số lượng lớn người di cư chủ yếu đến từ miền Nam Trung Quốc, các địa danh tiếng Trung bắt đầu đi vào đời sống và kho từ vựng địa phương thay cho các địa danh tiếng Mã Lai, những cái tên mới này hầu hết do những người Orang Laut đặt. Tuy vậy, những cái tên này thường được gọi theo phương ngữ của nhóm người đặt tên cho, thậm chí nhiều cái tên khác nhau được đặt cho cùng một địa điểm. Phần lớn các địa danh tại Singapore hiện nay được ghi một tên nhất định nhưng được đọc bằng nhiều phương ngữ tùy theo người nói.
Khi chính quyền Anh quản lý nơi này và có nhu cầu ghi lại tên các địa điểm, họ cần Anh hóa và sử dụng một hệ thống phiên âm sao cho gần với cách đọc của dân địa phương nhất. Cách phiên âm lúc ấy và hiện tại tạo ra những cách Latinh hóa khác nhau, dẫn tới những địa danh có cùng cách viết Hán tự lại được viết thành nhiều cách khác nhau. Ví dụ Chua Chu Kang (Hán tự: 蔡厝港; bính âm: Càicuògǎng; Bạch thoại: Chhoà-chhù-káng), là tên của vùng ngoại ô phía Tây của Singapore và tên một ngôi làng cũ. Ngôi làng cũ hiện nay không còn, nhưng nghĩa trang tại đó vẫn được gọi là Chua Chu Kang; trong khi thị trấn mới và tên những con đường mới ở đó được gọi là Choa Chu Kang.
Từ giữa những năm 1980, nỗ lực của chính quyền trong việc khuyến khích sử dụng bính âm đã được áp dụng cho các địa danh. Aukang (hay Aokang) là cách đọc trong tiếng Triều Châu của Hougang (phồn thể: 後港; giản thể: 后港; bính âm: Hòugǎng), nhưng được Latinh hóa chính thức là Hougang khi một thị trấn mới được xây dựng ở đây. Một số thay đổi vấp phải sự phản đối, có thể kể đến như cách viết Yishun (phồn thể: 義順; giản thể: 义顺; bính âm: Yìshùn), vốn được biết đến rộng rãi với cái tên Nee Soon ở Phúc Kiến (tiếng Mân Nam). Dù chính quyền dùng Yishun làm cách viết chính thức, nhưng cái tên Nee Soon vẫn được dùng cho đường Nee Soon, doanh trại Nee Soon, một số phân khu hành chính nhỏ.
Ngược lại, bính âm lại được sử dụng với trường hợp của Bishan (Hán tự: 碧山; bính âm: Bìshān), hay cách đọc phổ biến trong tiếng Quảng Đông là Peck San. Tuy vậy, ở đây người ta dùng bính âm không phải vì ủng hộ cách Latinh hóa này, mà vì đã quen với cái tên Bishan dù cách đọc này được Latinh hóa cho một Hán tự khác.
Một làn sóng tranh cãi khác nổi lên quanh việc đổi tên Chợ Tekka (tên gốc từ chữ Tek Kia Kha trong tiếng Phúc Kiến (Bạch thoại: Tek-á-kha), nghĩa đen là "gốc măng"), khi đó là một trong những ngôi chợ bán đồ tươi sống lớn nhất ở Singapore. Khi khu chợ cũ bị phá bỏ và xây dựng lại ở bên kia đường, khu phức hợp đa năng mới được đặt tên là Trung tâm Zhujiao, là cách viết bính âm của cái tên Tekka. Tuy nhiên, đối với người dân địa phương mà đặc biệt là những người không phải người Trung Quốc, từ mới này vừa khó đọc, vừa khó phát âm và không giống với Tekka. Cuối cùng, khu phức hợp được chính thức đặt tên là Trung tâm Tekka vào năm 2000 sau hai thập niên chịu áp lực từ dư luận.

## Tên người
Phần lớn người Hoa ở Singapore là người Phúc Kiến (người nói tiếng Mân Nam) và một số ít hơn là người Triều Châu. Phúc Kiến và Triều Châu có cùng nhiều âm vị đến mức người nói hai tiếng này có thể hiểu được lẫn nhau. Do đó, cách Latinh hóa cũng tương tự và các họ như Tan (phồn thể: 陳; giản thể: 陈; bính âm: Chén), Chua (Hán tự: 蔡; bính âm: Cài), Koh (phồn thể: 許; giản thể: 许; bính âm: Xǔ), v.v. rất phổ biến.